# Meganomiidae
Meganomiidae Michener, 1981 è una piccola famiglia di imenotteri apoidei che comprende solo 10 specie raggruppate in 4 generi.

## Descrizione
Sono apoidei di grandi dimensioni (15-22 mm), con una livrea a bande gialle e nere. 

## Distribuzione e habitat
L'areale della famiglia è centrato primariamente nel continente africano (Kenya, Namibia e Sudafrica) estendendosi al Madagascar e allo Yemen. Predilige habitat aridi.

## Tassonomia
Storicamente sono state considerate una sottofamiglia all'interno della famiglia Melittidae, ma recenti studi filogenetici hanno consentito di elevarla al rango di famiglia a sé stante, per quanto filogeneticamente molto vicina a Melittidae.

Comprende i seguenti generi:
- Ceratomonia Michener, 1981 - Namibia
- Meganomia Cockerell, 1909 - Sudafrica e Yemen
- Pseudophilanthus Alfken, 1939 - Madagascar e Kenya
- Uronomia Michener, 1981 - Madagascar e Kenya